# Малі на літніх Олімпійських іграх 2020
Малі на літніх Олімпійських іграх 2020 представляли чотири спортсмени у трьох видах спорту.